# Уэст, Джон, 1-й граф де ла Варр
Генерал-лейтенант Джон Уэст, 1-й граф Де Ла Варр (англ. John West, 1st Earl De La Warr; 4 апреля 1693 — 16 марта 1766) — британский военный, придворный и политик. Он был известен как  Достопочтенный Джон Уэст с 1693 по 1723 год и как  лорд Де Ла Варр с 1723 по 1761 год.

## Предыстория
Родился 4 апреля 1693 года. Старший сын Джона Уэста, 6-го барона да Ла Варра (1663—1723), и Маргарет Фримен (? −1737), дочери лондонского купца Джона Фримена.

## Военная и политическая карьера
В 1712 году Джон Уэст был назначен секретарем Тайного совета. С 1715 по 1722 год он заседал в Палате общин Великобритании от Грампунда. В 1715 году он также стал гидоном и 1-м майором 1-го отряда конной гвардии, получил чин подполковника в 1717 году .
26 мая 1723 года после смерти своего отца Джон Уэст унаследовал титул 7-го барона де Ла Варра и стал членом Палаты лордов. Лорд опочивальни короля Георга I и кавалер Ордена Бани в 1725 году. В 1728 году стал членом Лондонского королевского общества.
В 1731 году лорд Де Ла Варр стал членом Тайного совета Великобритании и назначен казначеем королевского двора (1731—1737). В 1732 году он был назначен спикером Палаты лордов в отсутствие лорда-канцлера. В 1735 году его отправили со специальной миссией в Германию, чтобы сопровождать принцессу Августу Саксен-Готскую в Великобританию, где она должна была стать женой Фредерика, принца Уэльского.
В 1737 году лорд Де Ла Варр был назначен губернатором колоний Нью-Йорка и Нью-Джерси. Однако он никогда не ездил в Америку. Он продолжил свою военную карьеру, работая в Палате лордов, и участвовал в битве при Деттингене в 1743 году во время войны за австрийское наследство. 30 августа 1737 года он был назначен полковником 1-го отряда конной гвардии, и занимал эту должность до своей смерти. Он стал бригадным генералом в 1743 году, генерал-майором в 1745 году, генерал-лейтенантом в 1747 году и генералом от кавалерии в 1765 году. В 1752 году он был назначен губернатором Гернси, и эту должность он занимал до его смерти.
18 марта 1761 года король Великобритании Георг III пожаловал ему титулы виконта Кантелупа и графа Де Ла Варра.

## Семья
Лорд Де Ла Варр был дважды женат. 25 марта 1721 года он женился первым браком на Шарлотте Маккарти (? — 7 февраля 1735), дочери Донога Маккарти, 4-го графа Кланкарти (1668—1734), и леди Элизабет Спенсер. У супругов было два сына и две дочери:
- Генерал-лейтенант Джон Уэст, 2-й граф Де Ла Варр (1729 — 22 ноября 1777), старший сын и преемник отца.
- Достопочтенный Джордж Огастес Уэст (? — 1776)
- Леди Шарлотта Уэст, жена с 1756 года сэра Джона Клаверинга[2].
- Леди Генриетта Сесилия Уэст, жена с 1763 года генерала Джеймса Джонстона.

15 июня 1744 года он женился вторым браком на Энн Уокер (? — 26 июня 1748), дочери Неемии Уокера и вдове Джорджа Невилла, 13-го барона Бергавенни. Второй брак оказался бездетным. Энн умерла в июне 1748 года. Лорд Де Ла Варр оставался вдовцом до своей смерти в марте 1766 года в возрасте 72 лет. Ему наследовал его старший сын Джон, виконт Кантелуп.